# Bob Martinez
Robert "Bob" Martinez, född 25 december 1934 i Tampa, Florida, är en amerikansk politiker. Han var den 40:e guvernören i delstaten Florida 1987-1991. Han är katolik av kubansk härkomst.
Han avlade sin grundexamen vid University of Tampa och masterexamen vid University of Illinois. Han var borgmästare i Tampa 1979-1986. Han bytte 1983 parti från demokraterna till republikanerna. Han vann 1986 års guvernörsval som republikanernas kandidat. Han kandiderade 1990 till omval men förlorade mot demokratern Lawton Chiles.
Martinez tjänstgjorde 1991-1993 som "Drug czar", chef för narkotikakontrollmyndigheten Office of National Drug Control Policy, under USA:s president George H.W. Bush.